# 弗拉内
弗拉内（法語：Franey，法語發音：[fʁanɛ]）是法国杜省的一个市镇，位于该省西部，属于贝桑松区。

## 地理
弗拉内（47°15'42"N, 5°49'4"E）面积3.38 平方千米，位于法国勃艮第-弗朗什-孔泰大區杜省，该省份为法国东部内陆省份，北起上索恩省，西接汝拉省，东部及东南部与瑞士接壤，东北部与贝尔福地区省接壤。
与弗拉内接壤的市镇（或旧市镇、城区）包括：吕费堡、普拉塞、勒科洛涅、拉韦尔奈。

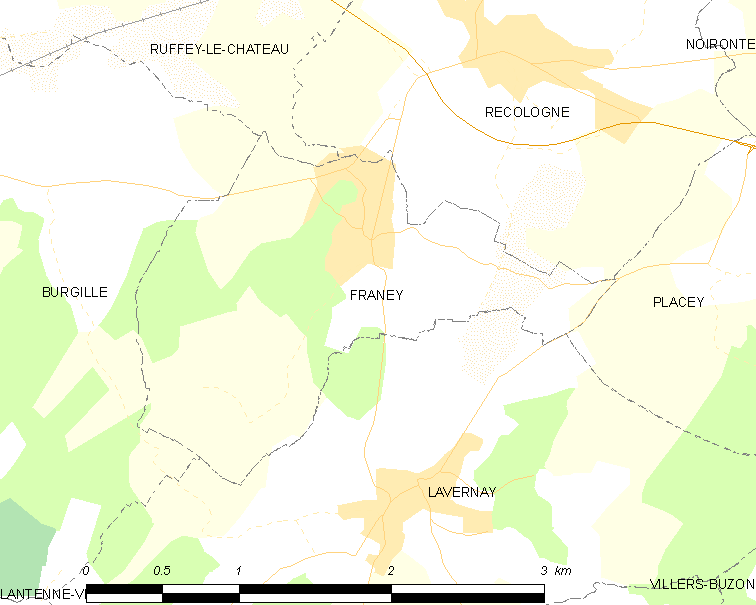
弗拉内的OSM定位图

弗拉内的时区为UTC+01:00、UTC+02:00（夏令时）。

## 行政
弗拉内的邮政编码为25170，INSEE市镇编码为25257。

## 政治
弗拉内所属的省级选区为圣维特县。

## 人口

1962-2008年间弗拉内人口变化图示

弗拉内于2022年1月1日时的人口数量为267人。